# Robotix
Robotix — американский мультсериал 1985 года, созданный Sunbow Productions при сотрудничестве с Marvel Productions на основе одноимённой серии игрушек от Milton Bradley.
Мультсериал транслировался в рамках анимационного блока Super Sunday в 1985 году на разных телеканалах. В 1987 году все серии сериала были скомпилированы в единый полуторачасовой фильм под названием Robotix: The Movie.
Мультсериал рассказывает о крушении космического корабля с людьми на планете, населённой гигантскими роботами, сражающимися друг с другом. Люди могут залезать в роботов и управлять ими. Экипаж разделился между двумя враждующими лагерями роботов и теперь вынужден бороться за своё выживание.

## Сюжет
Действия происходят на планете Скалорр (англ. Skalorr), на которой жили две рептилообразные расы — протектоны (англ. Protectons), желающие мира, и террокоры (англ. Terrokors), хотящие войны. Между расами шла перманентная война.
В какой-то момент родительская звезда Скалорра начала превращаться в сверхновую, из-за чего стоя перед лицом общей угрозы, обе расы решили объединиться для спасения. Было решено построить большой саркофаг и поместить всех жителей планеты в стазисные капсулы. В последний момент план был осуществлён, но в саркофаг проникла сильная радиация, поставившая под угрозу жизни скалоррианцев.
Компьюкор (англ. Compucore) — робот с продвинутым ИИ, который следил за безопасностью, был вынужден перекачать «жизненную сущность» нескольких важнейших представителей обеих рас в тела роботов, названных Роботиксами, которые планировалось использовать для восстановительных работ. Были перекачены 4 протектона: Аргус, Бронт, Джеррок и Нарра, и 4 террокоров: Тиранникс, Немезида, Стеггор и Гун. Оказавшись в телах роботов, скалоррианцы не забыли о своей вражде, и тут же начали сражаться друг с другом.
Спустя много лет на Скалорре был сбит корабль с человеческим экипажем, попавшим в самую гущу противостояния машин. Огромные мехи по-началу не замечают пришельцев, но после боя лидер протектонов Аргус идёт на контакт с ними. Протектоны рассказывают историю своей планеты, и также выясняется, что люди могут забираться в кабины роботов и управлять ими.
Половина человеческого экипажа из-за разногласий уходит к террокорам, другая же остаётся с протектонами. На протяжении всего мультсериала люди в кабинах роботов сражаются друг с другом и пытаются выжить, попадая в различные передряги и пытаясь перехватить инициативу в свою пользу.
В финале сериала террокоры взлетают на Террастаре (англ. Terrastar) в космос вместе с протектонами, зацепившихся за поверхность корпуса. В ходе боя траектория маршрута корабля перенаправляется прямиком к огромному астероиду и в итоге он сталкивается с ним и мощно взрывается. Протектоны успевают выбраться и возвращаются на Скалорр, где празднуют победу и собираются восстанавливать планету. Люди изъявляют желание остаться с ними.
Тем временем среди обломков Террастара просыпается уцелевший Немезида и куда-то отправляется.

## Список серий
Всего было выпущено 15 серий длительностью около 6 минут.

## Озвучивание
| Персонаж                                    | Актёр озвучивания |
| ------------------------------------------- | ----------------- |
| Аргус, Болтар, Стет Алло                    | Артур Бергхардт   |
| Бронт, Тирраникс                            | Фрэнк Уэлкер      |
| Джеррок, Стеггор, Гэксон Гейвс, Флексор Тул | Нил Росс          |
| Нарра                                       | Сьюзен Сило       |
| Немезида, Сферо Сол                         | Питер Каллен      |
| Гун, Таурон Оксус, Канок Крейнт             | Кори Бёртон       |
| Эксетер Галаксон, Номо Арес Йел             | Пэт Фрейли        |
| Контор, Лупис Кур, Траксис Лайт Януссен     | Майкл Белл        |
| Зарру Галаксон                              | Джейсон Нейлор    |

## Производство
В 1984 году Milton Bradley запустили производство игрушек под маркой Robotix — серия конструкторов, из которых получались боевые роботы.
С целью продвижения своей линии игрушек, Milton Bradley начали обширную рекламную кампанию. В 1985 году студия Sunbow Productions совместно с Marvel Productions начала создание мультсериала на основе Robotix. За анимацию отвечала Toei Animation. Всего было выпущено 15 серий длительностью около 6 минут каждая, трансляция велась в рамках анимационного блока Super Sunday попеременно с другими шоу. После окончания первого сезона производство было завершено.
В 1986 году Marvel также выпустила комикс по мотивам Robotix, но он не снискал большой популярности.
В 1987 году Milton Bradley решили ещё раз прорекламировать свою продукцию, и в этот раз связались с Уолли Барром, который скомпилировал все серии мультсериала в единый полуторачасовой фильм под названием Robotix: The Movie. Эта компиляция продавалась на VHS-кассетах, а в 2003 году была переиздана на DVD в Великобритании и Ирландии.

## Комикс
В начале 1986 года Marvel выпустили комикс по мотивам сериала. Его сюжет представлял собой адаптацию сюжета первых трёх серий мультсериала с некоторыми вольностями и изменениями. Художником и сценаристом выступил Херб Тримп.
Реклама комикса показывалась на Saturday Mornings, но он по итогу не снискал особой популярности и после первого выпуска продолжения не последовало.

## Отзывы
Польский обозреватель Ярослав Коваль назвал мультсериал «легендой польских VHS» и оригинальным подходом к теме гигантских машин. Он назвал сюжет Robotix оригинальным даже по нынешним меркам, сказав, что в нём много интригующих моментов и его основа это не борьба добра со злом: «Хотя нет сомнений в том, кто добрый, а кто злой, никто не воюет из злых побуждений. Каждая сторона заботится только о выживании, и когда вы боретесь за свою жизнь, все средства хороши». Он также похвалил анимацию, отметив, что в Robotix роботы ощущаются лучше, чем где-либо ещё. Главным недостатком шоу, по его мнению, являются шаблонные персонажи: «они либо злые до мозга и костей, либо ангельски добрые».
В обзоре на польском сайте Stancja kosmiczna сериал рекомендуется к просмотру, в первую очередь из-за атмосферы и веселья, а также из-за великолепной работы актёров дубляжа. Автор обзора написал, что для него этот сериал и связанный с ним бренд «останется синонимом детства и сумасшедших 90-х».
Хол Эриксон в книге «Television Cartoon Shows: An Illustrated Encyclopedia, 1949 Through 1993» отозвался о сериале так: «Имея потенциальную увлекательность, пятнадцатисерийный Robotix был испорчен чрезмерным числом компьютерной терминологии (звучащей как корейские инструкции к Hi-Fi для чайников), однообразным дизайном персонажей, неуклюжим темпом и слишком большим числом разговоров крупных машин друг с другом крупным планом».
MovieWeb включил Robotix в список «15 лучших плагиатов Трансформеров», отметив, что по сравнению с другими клонами, этот имел некоторые новаторские идеи, однако, это не помогло бренду удержать тот же уровень популярности, что и Трансформеры.